# 阿斯特拉 (導彈)

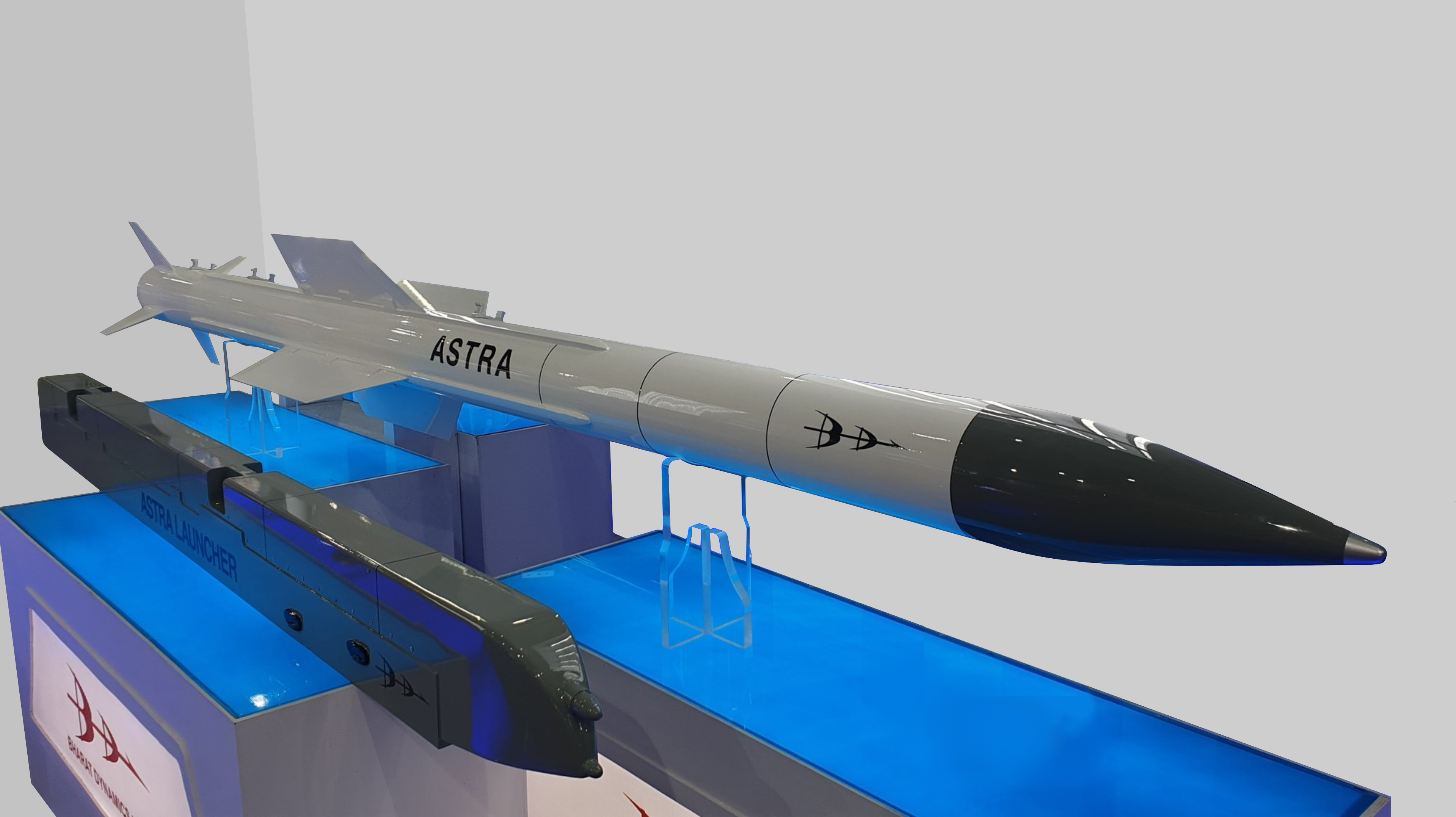
阿斯特拉Mk1型導彈

阿斯特拉，是一系列由印度國防研究及發展組織所研製的超視距作戰空對空導彈，能夠摧毀500米至340公里以外的目標。阿斯特拉Mk1型導彈已於2017年投產，並成為了印度空軍Su-30MKI戰鬥機的常規武器，在未來亦會搭載於幻影2000战斗机、光輝戰鬥機和米格-29戰鬥機之上。

## 外部連結
- Globalsecurity （页面存档备份，存于）
- Bharat Rakshak
- DRDO Technology Focus : Warhead for Missiles, Torpedoes and Rockets （页面存档备份，存于）